# 霞源水库
霞源水库是中国浙江省杭州市淳安县境内的一座水库，位于新安江水系武强溪支流霞源溪上，建于1967年。水库正常库容为1060万立方米，集雨面积为13平方千米，海拔为308.7米。
霞源水库位于淳安县西部武强溪支流霞源溪的上游，在汾口镇境内，流域内多山地、丘陵，山势陡峻（高程在300～1000m之间），河道落差大，自然落差近300m，是典型的山溪性小河。流域内植被良好。水库坝址以上集雨面积12.80km2，总库容1352万m3，最大坝高37.20m，下游有中洲、汾口两镇6万人，电站装机容量1500kw，灌溉5000亩耕地，年供水量300万吨。霞源水库是一座以发电为主，结合防洪、灌溉、供水等综合利用的中型水库。
工程于1960年1月动工兴建，1961年2月停工，1965年6月续建，1967年底竣工。
水库工程主要由大坝、溢洪道、放空洞、发电引水系统及电站等建筑物组成。